# Neotrópico

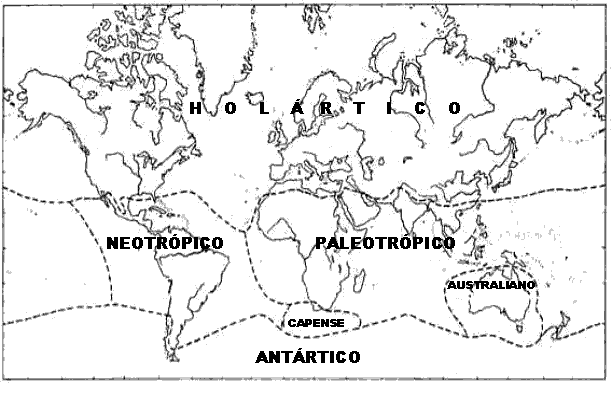
Ecozona neotropical según criterio florístico.

Ecozona neotropical según criterio zoográfico.

Ecozona neotropical y subdivisiones.

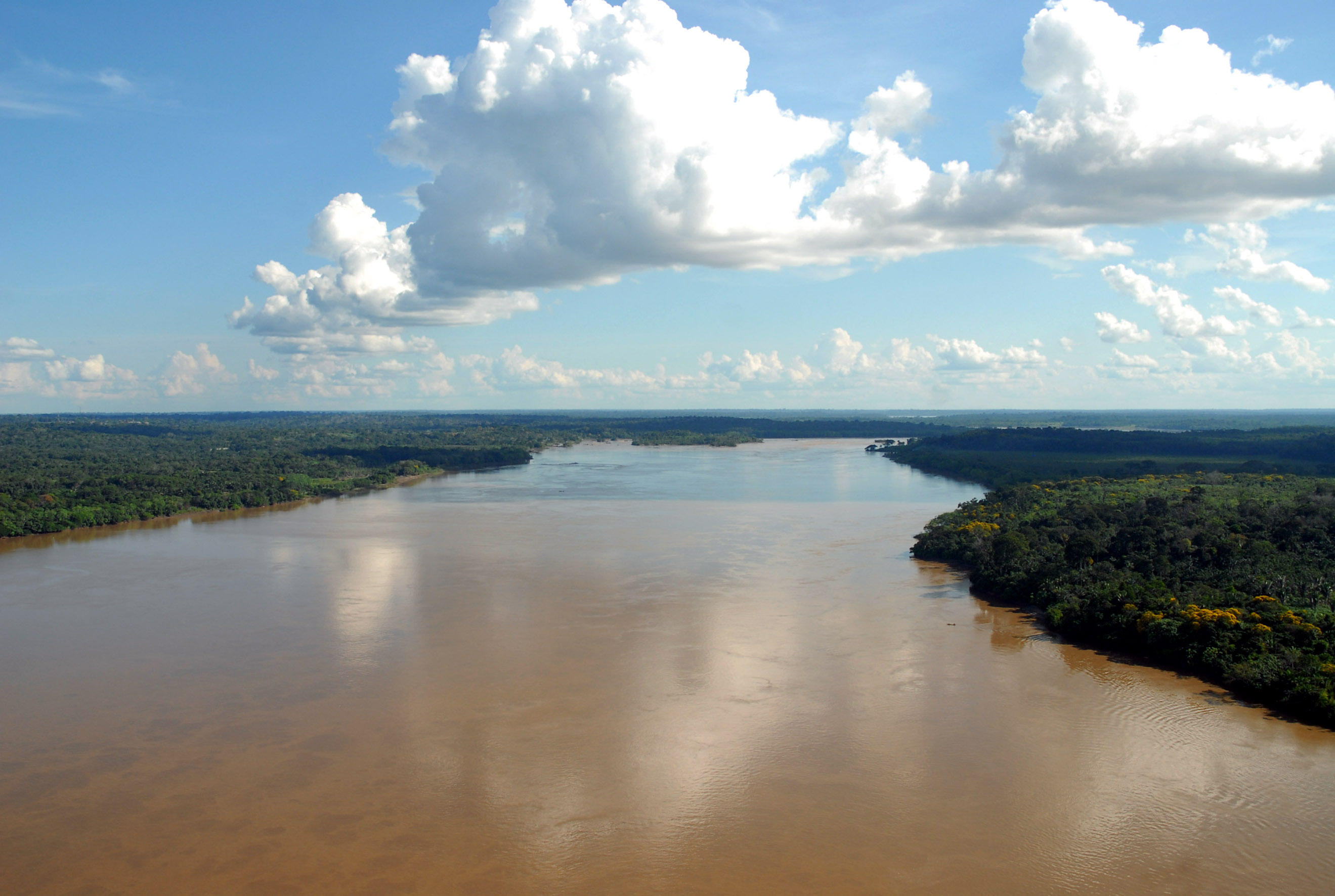
Vista del río Madeira y la Amazonía.

El Neotrópico es un término utilizado en biogeografía para identificar la región tropical del continente americano, este término es aplicado en diferentes contextos con delimitaciones ligeramente diferentes. Algunos autores lo definen como una región biogeográfica y otros como una ecozona terrestre que incluye casi toda América del Sur, Centroamérica, Antillas, una parte de México y una parte de Estados Unidos. Tiene fauna y flora diferente de la región neártica por su diferente evolución del continente del norte. Esta ecozona Neotropical incluye Sur y Centroamérica, las tierras bajas mexicanas, las islas caribeñas, y Florida del Sur, porque estas regiones comparten un gran número de plantas y grupos de animales. Algunos autores utilizan el término como un sinónimo para América del Sur pues abarca prácticamente todo el continente, desde la costa del Caribe hasta la Isla de Tierra del Fuego en el sur. Sin embargo, en el extremo sur del continente, la zona andino-patagónica (que incluye los llamados Bosques Subantárticos) corresponde a la ecozona Antártica (vinculada con Nueva Zelanda, Australia y Antártida propiamente), y otros autores separan a la región andina que abarcaría todos los ecosistemas de alta montaña de los Andes y la Patagonia.
El Neotrópico o región neotropical incluye bosques tropicales (la selva húmeda tropical y subtropical) más grandes que cualquier otra ecozona, extendiéndose desde el sur de México, después Centroamérica y norte de Sudamérica al sur de Brasil, incluso la inmensa selva del Amazonas. Estas ecorregiones de la Selva húmeda son unas de las reservas más importantes de biodiversidad en la Tierra. La deforestación extensa a finales del siglo XX, ha reducido esta diversidad en alto grado.
Estas selvas son el hábitat de diversos pueblos indígenas o aborígenes que viven en ellas y mantienen sus variantes culturales autónomas y tradicionales de subsistencia dentro de este ambiente. Ciertas tribus se encuentran relativamente intactas de la influencia externas y continúan rechazando significativamente la cultura occidental, la urbanización, caminos, las industrias deforestadoras que usurpan la tierra y destruyen el ambiente.
Exclusivamente, en América del Sur hay unos 350 a 400 idiomas indígenas o dialectos hablados aún (se estima que había 1500 en los primeros contactos con los europeos), hay aproximadamente 37 familias de idiomas diferentes y un gran número de idiomas aún no clasificados. Muchos de estos idiomas y sus culturas están en peligro. La conservación de la zona neotropical es una preocupación política candente y hay muchos argumentos sobre el desarrollo que juegan en contra de los indígenas, los derechos ecológicos y la propiedad de recursos naturales.
La ecorregión del bosque templado de América del Sur, que es denominado bosque andino patagónico e incluye el bosque templado lluvioso o bosque valdiviano, el bosque magallánico, el archipiélago Juan Fernández y las islas Desventuradas (ver Chile insular) es un refugio para la flora Antártica antigua, que incluye los árboles de la familia Nothofagaceae, denominados hayas del sur, Podocarpus, alerces patagónicos (Fitzroya cupressoides) y otras gimnospermas, tales como las del género Araucaria (Araucaria araucana).
Estos bosques magníficos están en peligro por el reemplazo rápido y creciente con pinos no nativos o exóticos y eucalipto.
América del Sur era originalmente parte del supercontinente de Gondwana que incluía África, Australia, India, Nueva Zelanda y Antártica. La región neotropical comparte muchas plantas y linajes de animales con estos otros continentes, incluso los mamíferos marsupiales y la flora Antártida. Después de la última separación de la Gondwana, América del Sur se dirigió al norte y hacia el oeste, y se unió posteriormente con América del Norte por la formación del Istmo de Panamá, que permitió un intercambio biótico entre los dos continentes, al que se conoce como el Gran Intercambio Americano. Las especies ancestrales de Sudamérica, como los antepasados de la zarigüeya de Virginia (Didelphis virginiana) y los armadillos, pasaron a América del Norte y los mamíferos ancestrales norteamericanos como los camélidos de América del Sur, incluso la llama (Lama glama), emigraron hacia el sur. El efecto a largo plazo de este intercambio fue la extinción de muchas especies Sudamericanas, principalmente por la superposición de hábitats con las especies norteñas.
Treinta y una familias de aves son endémicas de la región neotropical, el doble de cualquier otra ecozona. Ellas incluyen los ñandúes, los tinámidos, los tucanes. Las familias animales autóctonas originalmente únicas del Neotrópico incluyen:
- Orden Xenarthra: armadillos y perezosos
- Monos del nuevo mundo o platyrhinos
- Roedores histricomorfos, incluyendo el capibara, los conejillos de Indias (familia Caviidae) y las chinchillas
- Zarigüeyas (orden Didelphimorphia), algunas otras zarigüeyas o comadrejas primitivas (orden Paucituberculata) y el raro "monito del monte" (Dromiciops australis), marsupial del orden Microbiotheria, emparentado con los marsupiales australianos
- Picaflores (familia Trochilidae)

Especies de plantas originarias del Neotrópico:
- Papa (Solanum tuberosum) y tomate (Solanum lycopersicum)
- Maní (Arachis)
- Zapallo (Cucurbita maxima)
- Cacao (Theobroma cacao), de donde se obtiene el chocolate
- Guaraná